# Enicospilus kraussi
Enicospilus kraussi là một loài tò vò trong họ Ichneumonidae.